# Blondy (film)
Pour les articles homonymes, voir Blondy.
Pour plus de détails, voir Fiche technique et Distribution.
Blondy est un film franco-allemand de Sergio Gobbi sorti en 1976.

## Synopsis
Blondy vit à Vienne avec Tauling, lequel est souvent absent, accaparé par sa mission de conseiller auprès du Secrétaire général des Nations unies en matière de lutte contre les armes chimiques. Lors d'une soirée, elle est abordée par un homme qui ne tarde pas à la séduire et l'aspirer dans une relation torride. Alors qu'elle souhaite rompre pour retrouver une vie normale, il la harcèle. Est-ce une passion qui tourne mal ou y a-t-il quelque chose de plus machiavélique ?

## Fiche technique
- Titre français : Blondy
- Réalisation : Sergio Gobbi
- Scénario : Lucio Attinelli et Sergio Gobbi, d'après le roman de Catherine Arley (Duel au premier sang, Eurédif, 1973)
- Décors : Jacques Dugied
- Photographie : Jean Badal
- Montage : Gabriel Rongier
- Musique : Stelvio Cipriani
- Coordinateur des combats et des cascades : Claude Carliez et son équipe
- Sociétés de production : Lugo Films - Paris Cannes Productions - TIT Filmproduktion GmbH
- Pays d’origine :  France -  Allemagne de l'Ouest
- Langue originale : français
- Genre : comédie dramatique
- Durée : 105 minutes
- Date de sortie : France, 14 janvier 1976

## Distribution
- Rod Taylor : Christopher Tauling
- Catherine Jourdan : Blondy
- Bibi Andersson : amie et ancienne professeure d'interprétariat de Blondy
- Mathieu Carrière : Al Morange
- Paul Guers
- François Patrice
- Hans Meyer
- Christian Barbier
- Yves Brainville
- Robert Le Béal
- Maurice Travail
- Monique Vita